# St Agnes (Isole Scilly)
St Agnes (in cornico Aganas) è un'isola abitata dell'arcipelago delle Isole Scilly, in Cornovaglia, Inghilterra.
L'isola di St Agnes è collegata alla più piccola isola tidale di Gugh tramite un tombolo detto "Gugh Bar", ovvero un cordone di sabbia che viene esposto solo con la bassa marea. Insieme, le isole di St Agnes e Gugh sono le isole abitate più meridionali e la comunità meno numerosa delle Isole Scilly.